# Topobea rupicola
Topobea rupicola är en tvåhjärtbladig växtart som beskrevs av Frederico Carlos Hoehne. Topobea rupicola ingår i släktet Topobea och familjen Melastomataceae. Inga underarter finns listade i Catalogue of Life.